# Dietrich Benner
Dietrich Benner (ur. 1 marca 1941 w Neuwied ) – niemiecki pedagog. Jest emerytowanym profesorem pedagogiki ogólnej na Uniwersytecie Humboldtów w Berlinie.

## Życiorys
Dietrich Benner uczęszczał w Koblencji do Görres-Gymnasium. Po zdaniu matury studiował filozofię, germanistykę, historię i pedagogikę na uniwersytetach w Bonn (1961–1962) i Wiedniu (1962–1965). W 1965 roku uzyskał na Uniwersytecie Wiedeńskim doktorat na podstawie dysertacji o związku teorii i praktyki w myśli filozoficznej Hegla i Marksa. Jego promotorem był Erich Heintel. W latach 1965-1971 był asystentem naukowym Josefa Derbolava w Instytucie Pedagogicznym Uniwersytetu w Bonn. Tam uzyskał w 1970 roku habilitację w zakresie nauk pedagogicznych. Od semestru letniego 1971 do semestru letniego 1972 zastępował Eugena Finka na Uniwersytecie we Fryburgu Bryzgowijskim. W 1973 roku przyjął stanowisko profesora nauk pedagogicznych na Uniwersytecie w Münsterze.
Pomimo otrzymania dwu zaproszeń do objęcia stanowiska profesora na uniwersytetach w Klagenfurcie (1976) i Zurychu (1977), D. Benner zdecydował się w 1991 roku na przyjęcie obowiązków profesora i kierownika Katedry Nauk o Wychowaniu na Uniwersytecie Humboldtów w Berlinie. Od 1990 do 1994 był przewodniczącym Deutsche Gesellschaft für Erziehungswissenschaft (Niemieckiego Towarzystwa Nauki o Wychowaniu). W 2009 roku przeszedł na emeryturę. Od 2008 do 2013 roku był profesorem nauk pedagogicznych na Uniwersytecie Kardynała Stefana Wyszyńskiego w Warszawie, gdzie założył Katedrę Podstaw Pedagogiki Ogólnej. Jako profesor wizytujący prowadził wykłady i seminaria na uniwersytetach we Fryburgu, Zurychu, Bazylei, Odense, Pradze, Wiedniu i Hamburgu. Od 1999 roku Benner regularnie wykłada i prowadzi badania na East China Normal University (ECNU) w Szanghaju. Jego następcą na Katedrze Nauk o Wychowaniu Uniwersytetu Humboldtów jest Malte Brinkmann

## Nagrody i wyróżnienia
- 2004: Profesor honorowy na East China Normal University (ECNU) w Szanghaju
- 2009: Doktorat honoris causa Duńskiego Uniwersytetu w Aarhus
- 2011: Doktorat honoris causa fińskiej uczelni Åbo Akademi
- 2012: Honorowe członkostwo Niemieckiego Towarzystwa Nauk Pedagogicznych
- 2020: Doktorat honoris causa Uniwersytetu w Hamburgu
- 2023: Medal Towarzystwa Pedagogiki Filozoficznej im. B. F. Trentowskiego
- 2024: Nagroda im. Ernsta Christiana Trappa Niemieckiego Towarzystwa Nauk Pedagogicznych

## Główne obszary badawcze
Badania D. Bennera obejmują następujące subdyscypliny pedagogiczne: pedagogikę ogólną, teorię wychowania, teorię kształcenia, teorię instytucji pedagogicznych, dydaktykę ogólną, pedagogikę szkoły wyższej, historię wychowania i myśli pedagogicznej. Poza tym zajmował się modelowaniem i testowaniem kompetencji religijnych i moralnych.

## Publikacje w języku polskim

### Monografie
- Benner D. (2021). Zarys ogólnej dydaktyki nauki. Podstawy i orientacje dla nauczania akademickiego, kształcenia nauczycieli i badań edukacyjnych, przeł. D. Stępkowski. Kraków: Oficyna Wydawnicza „Impuls”[5]
- Benner D., Stępkowski D., A. von Oettingen, Zh. Peng (2018). Kształcenie – moralność – demokracja. Teorie i koncepcje wychowania i kształcenia moralno-etycznego i ich związki z etyką i polityką. Warszawa: Wydawnictwo Naukowe Uniwersytetu Kardynała Stefana Wyszyńskiego[6]
- Benner D. (2015). Pedagogika ogólna. Wprowadzenie do myślenia i działania pedagogicznego w ujęciu systematycznym i historyczno-problemowym, przeł. D. Stępkowski. Warszawa: Wydawnictwo Uniwersytetu Kardynała Stefana Wyszyńskiego[7]
- Benner D. (2008). Edukacja jako kształcenie i kształtowanie. Moralność – kultura – demokracja – religia, przeł. D. Stępkowski. Warszawa: Wydawnictwo Uniwersytetu Kardynała Stefana Wyszyńskiego.

### Artykuły w  polskich czasopismach
- Benner D. (2007). Kształcenie i demokracja. „Forum Oświatowe” nr 1, s. 5–25[8]
- Benner D. (2008). Kształcenie a kultura. Uwagi na podstawie artykułu Immanuela Kanta „Co to jest Oświecenie?” i Mosesa Mendelssohna „W kwestii: Co znaczy oświecać?”. „Przegląd Pedagogiczny” nr 2, s. 9–23[9]
- Benner D. (2008). Moralność a kształcenie. O ich problematycznym stosunku w greckiej paidei i w nowożytnej teorii kształcenia. „Kwartalnik Pedagogiczny” nr 3, s. 69–100[10]
- Benner D. (2008). Nieprzemijające znaczenie herbartowskiej koncepcji nauczania wychowującego. „Horyzonty Wychowania” t. 13, s. 129–144
- Benner D. (2008). Rozumienie krytyki na podstawie rozróżnienia afirmatywnych i nieafirmatywnych koncepcji kształcenia. „Człowiek–Teraźniejszość–Edukacja” nr 2, s. 7–23[11]
- Benner D. (2008). Wychowanie a przekaz tradycji. Główne problemy innowacyjnej teorii i praxis transmisji kultury. „Forum Oświatowe” nr 1, s. 5–26[12]
- Benner D. (2010). Kształcenie religijne. Rozważania na temat rozróżnienia między koncepcjami fundamentalnymi i fundamentalistycznymi. „Seminare. Poszukiwania Naukowe” t. 27, s. 191–202
- Benner D. (2010). Wychowanie moralne i konflikt między naśladownictwem a konstruowaniem. „Studia z Teorii Wychowania” nr 1, s. 55–70
- Benner D. (2019). Normatywność własnej logiki wychowania i jej związki z innymi rodzajami normatywności. „Forum Pedagogiczne” nr 2 cz. 2, s. 17–33
- Benner D., Dehghani Sh., Nikolova R., Scharrel J., Schieder R., Schluss H., Weiss Th., Willems J. (2010). Konstruowanie i testowanie modelu kompetencji religijnych i etycznych (próba porównania). „Ruch Pedagogiczny” nr 1–2, s. 33–43
- Benner D., Nikolova R. (2016). Stan umiędzynarodowienia badania ETiK i jego koncepcja teoretyczno-empiryczna. „Forum Pedagogiczne” nr 2 cz. 1, s. 19-35
- Benner D., Nikolova R., Swiderski J. (2010). Rozwój kompetencji moralnych jako zadanie lekcji etyki w szkołach publicznych. W sprawie koncepcji badawczej projektu ETiK. „Edukacja. Studia, Badania, Innowacje” nr 3, s. 22–35
- Benner D., Stępkowski D. (2011). Dzieciństwo – młodość – demokracja. Kontyngencja, zanik i normalizacja fenomenu młodzieży w społeczeństwach nowoczesnych. „Studia z Teorii Wychowania” nr 2 (3), s. 126–142[13]
- Benner D., Stępkowski D. (2012). Teoretyczne i społeczne ukonstytuowanie własnej logiki nowoczesnego wychowania. Rozważania w nawiązaniu do Jana Amosa Komeńskiego i Jeana Jacques’a Rousseau. „Przegląd Pedagogiczny” nr 2, s. 9–21[14]
- Benner D., Stępkowski D. (2014). Pedagogika filozoficzna i badania edukacyjne. Próba zrekonstruowania ich powiązań w kontekście aktualnych tendencji rozwojowych. „Kultura i Wychowanie” nr 1, s. 9-21[15]
- Benner D., Stępkowski D. (2015). Pojęcie ukształcalności i jego miejsce w teorii wychowania Jeana Jacquesa Rousseau. „Problemy Wczesnej Edukacji” nr 3 (30), s. 39-51
- Benner D., von Heynitz M., Ivanov S., Nikolova R., Pohlmann C., Remus C. (2011). Nauczanie etyki i kompetencja moralna poza wdrażaniem wartości i wychowaniem do cnoty. „Przegląd Pedagogiczny” nr 2, s. 9-24
- Willems J., Schluss H., Schieder R., Benner D. (2014). Kompetencja religijna jako element kształcenia publicznego (wyniki badań empirycznych). „Forum Pedagogiczne” nr 1, s. 87–122

### Rozdziały w pracach zbiorowych
- Benner D. (2006). Szkoła jako instytucja pedagogiczna? Herbarta teoria i krytyka szkoły (s. 14–38). W: J. Piskurewicz, D. Stępkowski (red.), Herbart znany i nieznany. W dwusetną rocznicę wydania „Pedagogiki ogólnej”. Warszawa: Wydawnictwo Salezjańskie
- Benner D. (2018). Pedagogika ogólna a pedagogika specjalna. Rozważania na temat związku między inkluzją i ekskluzją z perspektywy trzech przyczyn procesów wychowania i kształcenia (s. 124–138). W: J. Gołkowska, K. Sipowicz I. Patejuk-Mazurek (red.), Tradycja i współczesność pedagogiki specjalnej w tworzeniu społeczeństwa dla wszystkich. W 95-lecie Akademii Pedagogiki Specjalnej im. Marii Grzegorzewskiej. Warszawa: Wydawnictwo Akademii Pedagogiki Specjalnej
- Benner D. (2018). Wychowanie i kształcenie. W sprawie konceptualizacji nauczania wychowującego, które kształci (s. 59–82). W: E. Kulawska, J. Niewęgłowski, W. Starnawski (red.), Mądrość i wsparcie. 10 lat Wydziału Nauk Pedagogicznych Uniwersytetu Kardynała Stefana Wyszyńskiego w Warszawie. Warszawa: Warszawskie Wydawnictwo Socjologiczne
- Benner D., Stępkowski D. (2012). Dlaczego w demokracjach nie można wychowania ugruntowywać politycznie (s. 75–100). W: E. Anhalt, D. Stępkowski (red.), Wychowanie i kształcenie w systemach politycznych. Warszawa: Wydawnictwo Salezjańskie[16]
- Benner D., Stępkowski D. (2012). Jaskinia jako metafora opisująca procesy kształcenia. Studium transformacji Platońskiej opowieści o jaskini w dyskursach edukacyjnych (s. 15–34). W: S. Sztobryn, M. Wasilewski, M. Rojek (red.), Metamorfozy filozofii wychowania od antyku do współczesności. Łódź: Wydawnictwo Uniwersytetu Łódzkiego.

### Hasła encyklopedyczne
- Benner D., Stępkowski D. (2011). Pedagogika (post)herbartowska (k. 213-214). W: Encyklopedia Katolicka, t. 15. Lublin: Towarzystwo Naukowe Katolickiego Uniwersytetu Lubelskiego Jana Pawła II
- Benner D., Stępkowski D. (2011). Pedagogika ogólna (k. 189-190).W: Encyklopedia Katolicka, t. 15. Lublin: Towarzystwo Naukowe Katolickiego Uniwersytetu Lubelskiego Jana Pawła II.

### Recenzje
- Benner D. (2017). Recenzja książki: Thomas Rucker, Komplexität der Bildung. Beobachtungen zur Grundstruktur bildungstheoretischen Denkens in der (Spät-)Moderne, Verlag Julius Klinkhardt, Bad Heilbrunn 2014, 260 s. „Kultura i Wychowanie” nr 2, s. 189-196.

### Recenzje publikacji D. Bennera
- Milerski B. (2008). Recenzja: D. Benner, J. Oelkers (red.), Historisches Worterbuch der Padagogik, Beltz Verlag, Weinheim und Basel 2004, ss. 1127. „Paedagogia Christiana” nr 2, s. 185–189.
- Rutkowski J. (2009). D. Benner, Edukacja jako kształcenie i kształtowanie, wybór i przekład D. Stępkowski, Wydawnictwo UKSW, Warszawa 2008. „Seminare. Poszukiwania Naukowe” t. 26, s. 449-453.
- Stępkowski D. (2009). D. Benner, Bildungstheorie und Bildungsforschung. Grundlagenreflexionen und Anwendungsfelder, Verlag Schöningh, Paderborn – München – Wien – Zürich 2008. „Ruch Pedagogiczny” nr 1-2, s. 82-84.
- Stępkowski D. (2009). D. Benner, H. Kemper, Theorie und Geschichte der Reformpädagogik, cz. 1: Die pädagogische Bewegung von der Aufklärung bis zum Neuhumanismus, Beltz-UTB, Weinheim – Basel 2003. „Przegląd Historyczno-Oświatowy” nr 1-2, s. 231-234.
- Dembiński M. (2017). Pedagogika ogólna według Dietricha Bennera (pararecenzja). „Przegląd Pedagogiczny” nr 1, s. 244–280.
- Mizerek H. (2020). Naukowe podstawy dydaktyki [D. Benner, Zarys ogólnej dydaktyki nauki. Podstawy i orientacje dla kształcenia nauczycieli, nauczania i badań edukacyjnych. Oficyna Wydawnicza „Impuls”, Kraków 2020]. „Forum Pedagogiczne” nr 2, s. 303–308.

## Nagrania audio-wideo
- Dietrich Benner – O trzech przyczynowościach w procesach edukacyjnych. (Prezentacja na Wydziale Edukacji Ogólnej Uniwersytetu Humboldta, 10 stycznia 2018 r.) ( https://www.youtube.com/watch?v=Z2GuMvK7DU4 )
- Dietrich Benner – Wykłady z ogólnej dydaktyki nauk ścisłych na Uniwersytecie w Hamburgu w semestrze zimowym 2018/19 ( https://lecture2go.uni-hamburg.de/l2go/-/get/v/23553 )
- Dietrich Benner w rozmowie z Niną Kühn o Herbarcie i wewnętrznej logice nowoczesnego wychowania. (Podcast 120 Minutes z Uniwersytetu Pedagogicznego w Karlsruhe, 29 kwietnia 2024 r.) ( https://open.spotify.com/episode/60GbqSyVAmt7EQbUWDUYZU?nd=1 )

## Wywiad
- Balicki J., Sobocińska M. (2011). Pedagogika ponad granicami. Wywiad z Profesorem Dietrichem Bennerem. „Forum Pedagogiczne” nr 2, s. 361–378[17].

## Strony internetowe
- Katalog Niemieckiej Biblioteki Narodowej
- Indywidualna strona internetowa Uniwersytetu Humboldtów